# Europese PGA Tour 1975
De Europese PGA Tour 1975 was het vierde seizoen van de Europese PGA Tour en werd georganiseerd door de Britse Professional Golfers' Association. Het seizoen bestond uit 19 toernooien.
Vanaf 1975 werd het Carroll's Irish Open gesplitst in de Carroll's International en de Kerrygold International Classic. Het Penfold Tournament verviel, omdat Penfold de nieuwe sponsor werd van het PGA kampioenschap. Ook het W.D. & H.O. Wills Tournament en het El Paraiso Open verdwenen van de agenda.
Het prijzengeld stond vermeld in euro's, hoewel het toen nog in Engelse ponden werd berekend.

## Kalender
| Data  | Data  | Toernooi                             | Baan                             | Land        | Winnaar              | Score     | Prijzengeld | Info                            |
| ----- | ----- | ------------------------------------ | -------------------------------- | ----------- | -------------------- | --------- | ----------- | ------------------------------- |
| 08-04 | 11-04 | Portuguese Open                      | Penina Golf                      | Portugal    | Hal Underwood        | 292 (0)   | € 20.674    |                                 |
| 16-04 | 19-04 | Spanish Open                         | La Manga Club                    | Spanje      | Arnold Palmer        | 283 (-5)  | € 3.786     |                                 |
| 23-04 | 26-04 | Madrid Open                          | Club de Campo & Las Lomas Bosque | Spanje      | Bob Shearer          | 135 (-9)  | € 23.631    | 2 speelronden                   |
| 01-05 | 04-05 | French Open                          | Golf de la Boulie                | Frankrijk   | Brian Barnes         | 281 (0)   | € 24.178    |                                 |
| 07-05 | 10-05 | Piccadilly Medal                     | Finham Park Golf Club            | Engeland    | Bob Shearer          | ?         | € 21.000    |                                 |
| 23-05 | 26-05 | Penfold PGA Championship             | Royal St George's Golf Club      | Engeland    | Arnold Palmer        | 285 (-5)  | € 63.763    |                                 |
| 11-06 | 14-06 | Martini International                | Royal North Devon Golf Club      | Engeland    | Christy O'Connor jr. | 279 (0)po | €16.672     | Won de play-off van Ian Stanley |
| 09-07 | 12-07 | The Open Championship                | Carnoustie Golf Club             | Schotland   | Tom Watson           | 279 (0)   | € 82.808    |                                 |
| 17-07 | 20-07 | Swiss Open                           | Golf Club Crans-sur-Sierre       | Zwitserland | Dale Hayes           | 273 (-7)  | € 34.566    |                                 |
| 24-07 | 27-07 | Scandinavian Enterprise Open         | Bokskogens GK                    | Zweden      | George Burns         | 279 (0)   | € 42.199    |                                 |
| 31-07 | 03-08 | German Open                          | Bremen Golf Club                 | Duitsland   | Maurice Bembridge    | 285 (-5)  | € 26.032    |                                 |
| 07-08 | 10-08 | Dutch Open                           | Hilversumsche Golf Club          | Nederland   | Hugh Baiocchi        | 279 (-9)  | € 27.639    |                                 |
| 13-08 | 16-08 | Benson & Hedges Festival             | Fulford Golf Club                | Engeland    | Vicente Fernandez    | 266 (-18) | € 33.989    |                                 |
| 28-08 | 31-08 | Carroll's Irish Open                 | Woodbrook Golf Club              | Ierland     | Christy O'Connor jr. | 275 (-21) | € 34.070    | Nieuw toernooi                  |
| 03-09 | 06-09 | Sun Alliance Match Play Championship | Lindrick Golf Club               | Engeland    | Eddie Polland        | ?         | € 28.000    |                                 |
| 11-09 | 14-09 | Kerrygold International Classic      | Waterville Golf Links            | Ierland     | George Burns         | ?         | € 11.398    | Nieuw toernooi                  |
| 23-09 | 24-09 | Double Diamond Strokeplay            | Turnberry Golf Club              | Schotland   | Peter Dawson         | 150 (+8)  | € 13.449    | 2 speelronden                   |
| 01-10 | 04-10 | Dunlop Masters                       | The Wentworth Club               | Engeland    | Bernard Gallacher    | 289 (+5)  | € 14.000    |                                 |
| 16-10 | 19-10 | Italian Open                         | Golf Club Monticello             | Italië      | Billy Casper         | 286 (-2)  | € 27.765    |                                 |

## Order of Merit
De Order of Merit wordt gebaseerd op basis van een puntenstelsel en niet op basis van het verdiende geld.
Hij werd gewonnen door Dale Hayes, hoewel hij alleen in Zwitserland won, en George Burns, Christy O'Connor jr.  en Bob Shearer ieder twee toernooien elders wonnen. Behalve dat Hayes in Zwitserland won, eindigde hij ook vijf keer in de top 3 bij andere toernooien.
| Rang | Speler               | Prijzengeld (£) |
| ---- | -------------------- | --------------- |
| 1    | Dale Hayes           | 20.508          |
| 2    | Bob Shearer          | 16.040          |
| 3    | Eamonn Darcy         | 14.846          |
| 4    | Brian Barnes         | 13.492          |
| 5    | Bernard Gallacher    | 12.040          |
| 6    | Hugh Baiocchi        | 9.631           |
| 7    | Christy O'Connor jr. | 11.979          |
| 8    | Jack Newton          | 16.394          |
| 9    | Vicente Fernández    | 10.109          |
| 10   | Neil Coles           | 11.770          |